# The Night Riders (película de 1920)
The Night Riders es una película western muda británica de 1920 dirigida por Alexander Butler y protagonizada por Maudie Dunham, Albert Ray y Alexander Butler. Fue una de varias películas realizadas por el productor británico GB Samuelson en Universal City en California . 

## Trama
Un emigrante de Cornualles en Alberta, Canadá lucha contra los ladrones de ganado en Alberta. A su vez, desenmascara a un ladrón que finge ser un "ciego", padre de una niña que anda necesitada de medios para alimentarse. 

## Elenco
- Maudie Dunham como Diana Marbolt
- Albert Ray como John Tresler
- "André Beaulieu" (Alexander Butler) como Jack Marbolt
- Russell Gordon como Jake Harnach
- C. McCarthy como Doctor Ostler
- Joe De La Cruz como papel indeterminado
- Glenn Goober
- William Ryno